# 망기스타우주

망기스타우주의 위치

망기스타우주(카자흐어: Маңғыстау облысы, ماڭعىستاۋ وبلىسى, 러시아어: Мангистауская область 만기스따우스까야 아블라스찌[*])는 카자흐스탄의 주이다. 주도는 악타우이다.

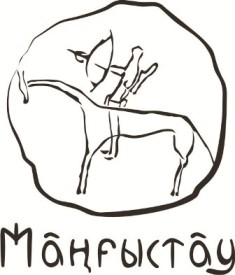
주 문장

## 지리
망기스타우주는 카자흐스탄의 남서부에 위치해 있으며, 카스피해에 접해 있다. 그리고 망기슐락 반도가 카스피 해에 뻗어 있다. 투르크메니스탄과 우즈베키스탄에도 접해 있으며, 악퇴베주와 아티라우주에도 접해 있다.

## 주민
인구는 14만3,400명이다. 카자흐족이 50.9%, 러시아인이 32.9%를 차지한다.